# Hanno (olifant)

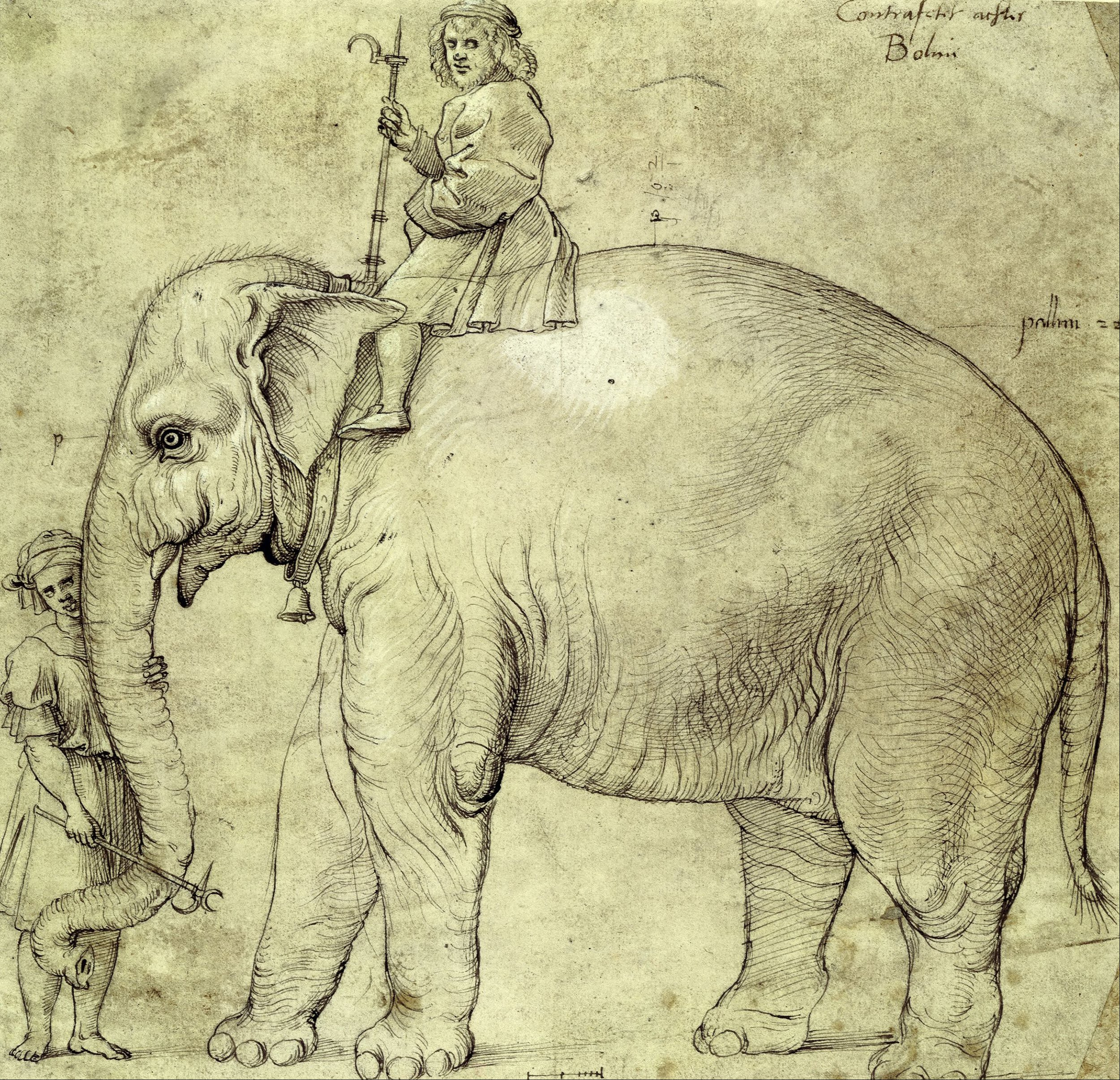
Rafaël: Hanno, pentekening 1516.

Hanno (omstreeks 1510 - 8 juni 1516), in het Italiaans Annone genoemd, was een Aziatische olifant en een geschenk van koning Emanuel I van Portugal (Manuel de gelukkige) aan de nieuw verkozen paus Leo X. Hanno kwam in 1514 naar Rome en werd het lievelingsdier van de paus. Hij stierf ten gevolge van constipatie en de behandeling daartegen met een met goud verrijkt laxeermiddel.

## Achtergrond
Als diplomatieke cadeaus of belasting kwamen olifanten al sinds ongeveer 800 na Christus naar Europa, gezonden door heersers uit het Oosten, Indische koningen of Noord-Afrikaanse vazallen. Karel de Grote kreeg een olifant genaamd Abul-Abbas en ook keizer Frederik II kreeg een dikhuid als geschenk. Lodewijk IX van Frankrijk bracht na zijn Zevende Kruistocht een olifant mee naar Frankrijk en schonk deze vervolgens aan de Engelse koning Hendrik III.
Sinds de Vroegmoderne Tijd was het grote dier als levende en spectaculaire kostbaarheid een geliefd middel om de politiek van Europese heersers te beïnvloeden. Zo is bijvoorbeeld de reis van de latere keizer Maximiliaan II met de olifant Soliman van Spanje naar Wenen in 1551-1552 een bekend verhaal uit de geschiedenis van de diplomatie. Lodewijk XIV van Frankrijk hield 13 jaar een zeldzame Afrikaanse olifant in zijn wildpark in Versailles.
Als een soort "levende munt voor de inkoop van sympathie" waren olifanten eigenlijk niet geschikt; vaak bezweek het dier doordat het niet tegen het voor hem ongewone klimaat kon, of aan de stress van de tentoonstellingen. In het bijzonder de gewoonte om de dieren als geschenk door te geven werd hen vaak fataal.
De Portugezen hadden zich, na de ontdekking in 1498 van de oostelijke zeeweg via Kaap de Goede Hoop, in het Verre Oosten gevestigd vanwege de lucratieve handel in specerijen. Deze handelscontacten maakte het koning Emanuel I van Portugal mogelijk om zich in zijn residentie bij Lissabon als een maharadja met staatsolifanten te omringen. Het verhaal gaat dat hij zich telkens door minstens vijf olifanten naar de kathedraal liet begeleiden. Om de nieuw verkozen paus Leo X met een bijzonder geschenk te vereren stuurde koning Emanuel hem, behalve een scheepslading andere cadeaus, een olifant genaamd Hanno.

## Herkomst
Afonso de Albuquerque, onderkoning voor de Portugese kroon in India, zond in 1511 twee olifanten vanuit Kochi naar Lissabon: een van deze dieren was een geschenk van de koning van Kochi aan Emanuel I, het tweede was door Albuquerque zelf gekocht. In 1513 schafte hij nog twee olifanten aan die hij, om de kans dat ten minste één olifant de koning levend bereiken zou zo groot mogelijk te maken op verschillende schepen naar de koning zond. Latere aantekeningen uit Rome, die Hanno als jonge olifant beschrijven, doen vermoeden dat Hanno een van de twee dieren was die in 1511 verscheept waren, aangezien een van deze twee nog betrekkelijk jong was. Of dit het geschonken of het gekochte dier was, is echter niet na te gaan. De dieren werden in Lissabon in de menagerie van het koninklijke Ribeirapaleis ondergebracht: een van de twee werd hier op een nieuwe reis voorbereid.

## Reis naar Rome

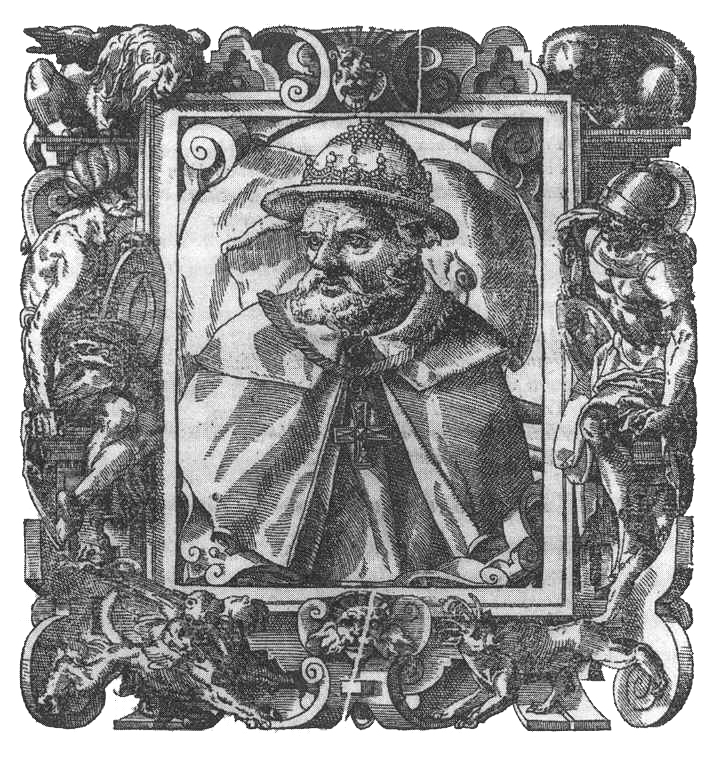
Tristão da Cunha met op de achtergrond Hanno, gravure uit ca. 1575

Emanuel I stuurde een delegatie met zeventig dragers onder leiding van Tristão da Cunha in 1514 met een scheepslading vol waardevolle geschenken, waaronder 43 zeldzame wilde dieren uit Emanuels bezit, naar de nieuwe paus in Rome. De aanleiding voor deze diplomatieke onderneming, met als hoogtepunt een olifant die bij de aankomst in Rome de groep zou aanvoeren, was de bijzondere rol die de pauselijke stoel sinds het Verdrag van Tordesillas uit 1494 vervulde ten aanzien van de opdeling van de Spaanse en Portugese overzeese gebieden. Om de uiterst lucratieve specerijenhandel met de gebieden onder zijn gezag zeker te stellen dong Emanuel I naar de gunst van paus Leo X.
De voorbereidingen voor de reis namen vele weken in beslag en trok de aandacht van de bewoners van Lissabon. Het aan boord brengen van de uit het Ribeira wildpark naar de haven overgebrachte duidelijk zenuwachtige olifant was een hele onderneming. De afreis van de olifant ten slotte mondde uit in een waar volksfeest.
Na de afvaart uit Lissabon verliep de goed voorbereide scheepsreis met de olifant zonder enig probleem. Moeizamer ging het na aankomst in de Italiaanse haven, waar de nieuwsgierigheid van de bevolking naar de buitenlanders met het reuzegrote dier voor het nodige oponthoud zorgde. De olifant werd echter een nog grotere sensatie toen het transport zijn weg over land vervolgde. Van een herberg in Corneto, waar het Portugese gezelschap de nacht doorbracht, stortte het dak in nadat een mensenmenigte, om een blik op de olifant te kunnen werpen, daarop plaatsgenomen had.
De reis werd voor de delegatie en de dragers steeds zwaarder; door de talloze nieuwsgierigen raakte de logistieke planning van de reis meer dan eens in de war. De beslissing om het oorspronkelijke tijdsplan aan te houden, ondanks verzoeken van steden en edelen om hun met een bezoek van het dier te komen vereren, verhoogde de aantrekkingskracht van de bezienswaardigheid nog. Toen in de buurt van Rome door de massale aandacht schade aan gebouwen werd aangericht stuurde paus Leo X ter ondersteuning een compagnie van boogschutters uit zijn Zwitserse Garde. Dit trok weer de aandacht van veel Romeinse prominenten die het gezelschap tegemoet trokken. Hanno's slaapplek buiten de poort van Rome, waar men halt hield ter voorbereiding op een luisterrijke intocht in de stad, was een vesting gelijk.
Het lukte de Portugese delegatie onder leiding van Da Cunhas op 19 maart 1514 om met de met een brugachtige constructie beladen olifant in een grote pompeus vormgegeven triomftocht Rome binnen te gaan. Met strenge inachtneming van de ceremoniële regels werden de cadeaus bij de menagerie aan de paus overhandigd. De grootste vreugde, zo werd bekendgemaakt, beleefde Leo X bij het ontvangen van de olifant.
Het bericht van de succesvolle diplomatieke missie was voor Emanuel van Portugal aanleiding om een jaar later, in 1515, een door Albuquerque naar Lissabon gestuurde neushoorn naar Rome door te zenden. Dit dier heeft Rome nooit bereikt, maar werd wel vereeuwigd door Albrecht Dürer.

## In Rome

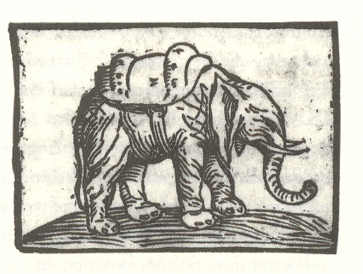
Houtsnede van Hanno op een vlugschrift van Philomathes, Rome 1514.

Hanno behield in Rome zijn naam Annone en werd al snel het lievelingsdier van de paus. Het dier kreeg een eigen onderkomen in de Vaticaanse tuinen. Zijn oppasser werd Giovanni Battista Branconio dell’Aquila, kamerheer van de paus en een goede vriend van Rafaël Santi, die een tekening van Hanno gemaakt zou hebben, die echter niet bewaard gebleven is. Twee gelijksoortige tekeningen gelden als kopieën van deze tekening. Vier andere studies van het levende dier werden eveneens lange tijd aan Rafaël toegeschreven, maar worden nu gezien als werk van Giulio Romano. Ook van deze tekeningen werden kopieën vervaardigd die weer dienden als voorbeeld voor talrijke schilderijen, fresco's en illustraties, zoals onder andere de gravure De slag bij Zama laat zien, die in 1567 door Cornelis Cort naar een schilderij van Romanos werd gemaakt.

### Hanno en de paus
Het houden van exotische dieren in menagerieën was aan de Europese vorstenhoven niet ongewoon. Paus Leo X was er daarom aan gewend om zeldzame dieren om zich heen te hebben: zijn vader Lorenzo I de' Medici had in Florence een beroemd park onderhouden en zich langdurig met wilde dieren beziggehouden. Toen Leo zich in het Vaticaan vestigde, was daar al een kleine dierentuin aanwezig. Zelf bezat hij, naast een beer en twee gedresseerde luipaarden, in die tijd al een bijzonder dier: een kleine kameleon.
Niet alleen de paus had veel interesse in Hanno, maar ook het volk. De paus zorgde bij gelegenheid voor openbare voorstellingen door de olifant, die op commando van de "Mahouts" (zijn Indische verzorgers en trainers) voorover boog en neerknielde, water om zich heen sproeide, op muziek danste en nog meer kunstjes uitvoerde.
Dat de paus erg op zijn dikhuid gesteld was, blijkt uit overgeleverde verhalen van toeschouwers die de kerkvorst 's zondags, als het publiek tot het park werd toegelaten, met Hanno zagen spelen en de onhandige toewijding van de vadsige man opmerkten.

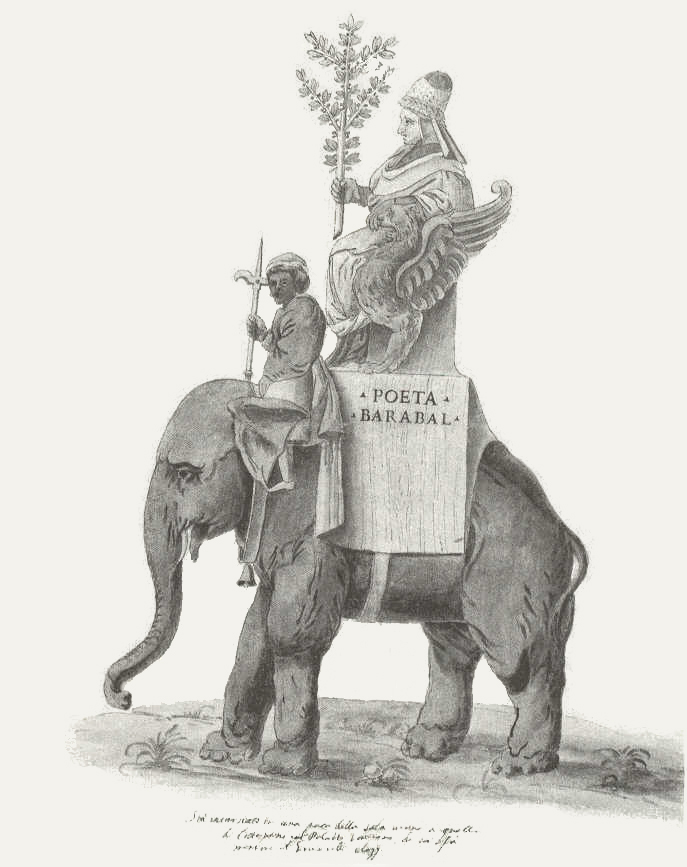
Hanno met Barabello, 16e eeuw.

Toen Lorenzo II de' Medici, een neef van de paus, Hanno in 1514 voor een voorstelling in Florence wilde lenen wees zijn oom dit af, omdat hij bang was dat de olifant door de lange reis schade aan zijn gezondheid zou kunnen ondervinden. Hij maakte zich zorgen, zo liet Leo zijn afzegging weten, om Hanno's voeten: hij had al wel nagedacht over een vorm van schoeisel voor de olifant, maar het dier zou ook met schoenen aan de afstand niet binnen de gevraagde tijd kunnen overbruggen.
Voor een triomftocht met de dichter en hofnar Baraballo bestaat historisch bewijsmateriaal: Giacomo (of Jacopo) Baraballo, abt van Gaeta, was een prominente figuur in het gemengde gezelschap dat het apostolisch hof van Leo bevolkte. Zijn kunstige geïmproviseerde verzen, naar voorbeeld van Francesco Petrarca, zouden door hun onbedoeld komische inslag de paus en zijn gasten regelmatig tot grote vrolijkheid gebracht hebben. Barballo werd met eerbewijzen overladen, iets waarvoor hij zeer gevoelig schijnt te zijn geweest. Aangezien de dichter zichzelf gelijkwaardig achtte aan Petrarca en eigenlijk naar Rome gekomen was om zich tot Poeta Laureatus te laten kronen, maakte de paus van de gelegenheid gebruik om Baraballo op 27 september 1515 met een uitvoerige ceremonie te kronen. Het hoogtepunt van deze ceremonie was een rondrit op de rug van Hanno, wat de olifant in eerste instantie geduldig onderging. De door het spektakel aangetrokken toeschouwers maakten vervolgens echter zo'n lawaai, dat Hanno nerveus werd en de kroondichter afschudde. Het verhaal van het incident vond zijn neerslag in de literatuur en bleef daardoor in de herinnering bewaard. Latere bronnen beweren dat Baraballo, niet meer volledig bij zinnen, korte tijd later gestorven is.
Bij een volgend publiek optreden van Hanno gebeurde er een ongeluk met grote gevolgen. Giuliano de' Medici trouwde op 25 januari 1515 met Filiberta von Savoyen, de zus van de gestorven koning Lodewijk XII van Frankrijk en werd in maart met zijn vrouw in Rome verwacht. Ter ere van hun komst werd de route niet alleen met triomfbogen versierd, maar ook werd hun een reusachtige entourage tegemoet gestuurd. Daaronder was Hanno, bepakt met een toren waarin bewapende mannen zaten. De saluutschoten die gelost werden en de opschudding onder de toeschouwers veroorzaakten paniek bij de olifant, die zich probeerde om te draaien. De toren viel van zijn rug en omstanders kwamen onder paardenhoeven terecht. Volgens een officieel bericht vielen er dertien doden.

### Hanno's einde

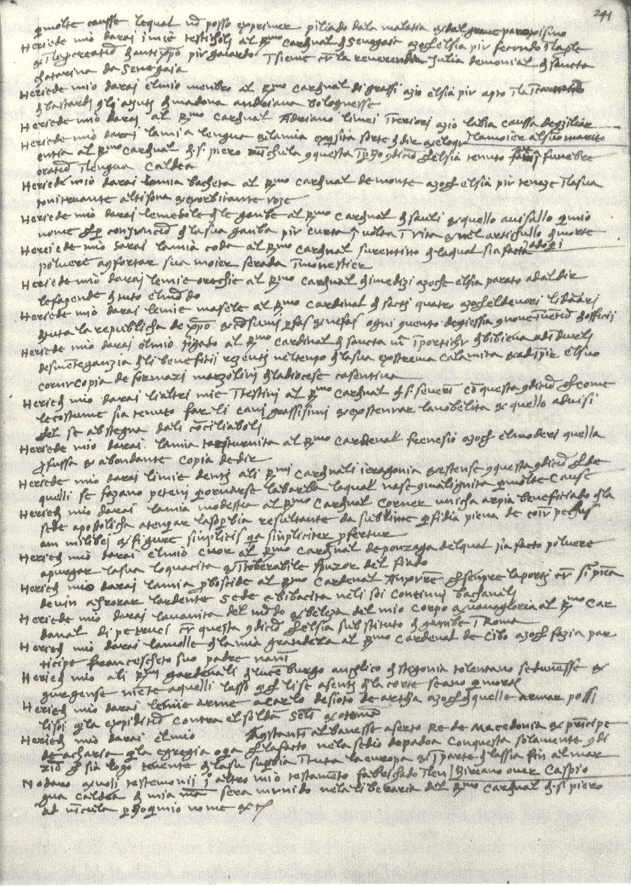
Het "testament" van Hanno, een spottend document waarin de schandalen van het hof uit Hanno's naam aangehaald worden.

In 1516 stierf Leo's broer Giuliano onverwacht: Leo zelf leed aan koortsen en werd geplaagd door een fistel. Een ketterse monnik voorspelde hem en zijn dier een spoedige dood. Begin juni werd Hanno erg ziek: hij kon amper nog ademhalen en had ernstige krampen. Paus Leo vroeg zijn artsen om advies die op grond van de ademnood een keelontsteking als diagnose stelden. Hiernaast was het dier volledig verstopt en daarom besloten de artsen het dier te behandelen met een laxeermiddel, dat ze, zoals niet ongebruikelijk in die tijd, verrijkten met goud. De olifant kreeg vanwege zijn grootte een hoge dosering. De therapie had echter geen positief effect maar verhoogde de druk op het spijsverteringskanaal; het dier overleed daardoor op 8 juni 1516.
De paus liet door zijn stalmeester Branconia een epitaaf maken met een tekst van Filippo Beroaldo die als Hanno's doodsoorzaak de keelontsteking noemt: het gedenkteken, ooit aan de buitenzijde van de Vaticaanse muur aangebracht, is niet bewaard gebleven maar wel middels een tekening vereeuwigd. Bewaard gebleven spotprenten, die hoofdzakelijk in Rome maar later ook in het protestantse noorden zijn verschenen, doen vermoeden dat de paus zijn verdriet over het dier in het openbaar liet merken.
Al spoedig deed ook een "testament" van Hanno de ronde, een satirisch document, waarschijnlijk door geschreven door Pietro Aretino of Maarten Luther. Het testament beschrijft aan de hand van zowel de innerlijke als de uiterlijke kenmerken van het dier op kritische wijze de gebeurtenissen aan het Hof van de Paus, de kerk en de gevestigde orde.
... mijn penis zal naar de allereerwaardigste Kardinaal de Grassi gaan, zodat hij in de voortbrenging van bastaarden met behulp van Madama Adriana uit Bologne nog actiever worden kan.
De genoemde Kardinaal di Grassi is Achille Grassi, kardinaal van San Sisto die met Adriana de Scottis uit Bologne meerdere kinderen had.

## Verhalen
Over Hanno werd na zijn intocht in Rome veel geschreven. Handgeschreven verklaringen, waaronder die van Albuquerque, getuigen van zijn herkomst. Rond Hanno ontstonden legendes, die de nieuwsgierigheid van de wetenschappers van die tijd prikkelden.
Hoe Hanno aan zijn naam kwam is niet zeker. Men vermoedt een oorsprong vanuit Carthago. of een verbastering van het Malabarische woord "ana" voor olifant.
Over de moeilijkheden om Hanno in Lissabon op het schip te krijgen, deden al snel meerdere verhalen de ronde. Zo zou Hanno bij het inladen het schip al niet hebben willen betreden. Zijn Indische bewaker zou, omdat hij zijn geliefde niet wilde verlaten, aan Hanno de stad Rome zwart voorgespiegeld hebben. Onder bedreiging met de doodstraf zou hij vervolgens zijn verhaal veranderd hebben in een voor Hanno rooskleurige toekomstvoorspelling. Hanno zou daarop braaf alle bevelen hebben opgevolgd en zich gedurende de reis uiterst coöperatief hebben gedragen.
Volgens een ander verhaal zou men Hanno beloofd hebben dat hij hoofd van het christendom zou worden en het niet nakomen van deze belofte zou vervolgens uiteindelijk tot zijn dood hebben geleid. Twijfel aan de beschreven moeilijkheden met Hanno is echter gerechtvaardigd.
Het verhaal dat Hanno in Lissabon tegen een neushoorn gevochten zou hebben of samen met een neushoorn tijdens een scheepsreis in een storm beland zou zijn, waarbij de neushoorn verdronk, zijn vermoedelijk terug te voeren op een foutieve datering in de inscriptie van de Rhinocerus houtsnede door Albrecht Dürer uit 1515. Toen Hanno na zijn scheepsreis aan land ging, heeft hij niet enkel volksoplopen veroorzaakt, maar ook zou hij zijn slaapplekken vaak in staat van instorten hebben achtergelaten. De beschrijvingen van de wonderbare reis van Hanno over land naar Rome, geven geen duidelijkheid over wie waar precies de huizen liet instorten.
Hanno's leergierigheid en de affectie van een paus, die zijn ambt in een luxueuze levensstijl vervulde, vertroebelden eveneens de waarnemingen. Toen Hanno eindelijk bij de paus aangekomen was, zo vertelde men, heeft hij een kunstje vertoond door driemaal voor de paus neer te knielen. Iets wat men niet voor mogelijk gehouden had, aangezien men uit oude geschriften vernomen had, dat olifanten geen kniegewrichten bezaten. Bovendien had Hanno geheel zelfstandig met zijn slurf water uit een emmer opgezogen en daarmee de aanwezige geestelijken ondergesproeid, tot grote verrukking van paus Leo X.
Over Hanno's einde zijn verschillende verhalen overgeleverd. De op de epitaaf vermelde keelontsteking doet vermoeden dat Leo's artsen de ademnood niet met zijn verstopping in verband hebben gebracht. Na Hanno's overlijden deden in Rome verschillende geruchten de ronde dat de vochtige lucht van Rome de oorzaak was van Hanno's plotselinge dood. Anderen veronderstelden dat de eerzuchtige stalmeester Branconio slechte voorzorgsmaatregelen had genomen of beschuldigden hem van het verstrekken van verkeerde voeding, wat ook in werkelijkheid waarschijnlijk de oorzaak is geweest van de ziekte en het overlijden van Hanno. Een andere bron vertelt dat Hanno voor een triomftocht volledig met goud beschilderd en daardoor uiteindelijk gestorven zou zijn.

### Onderzoeken

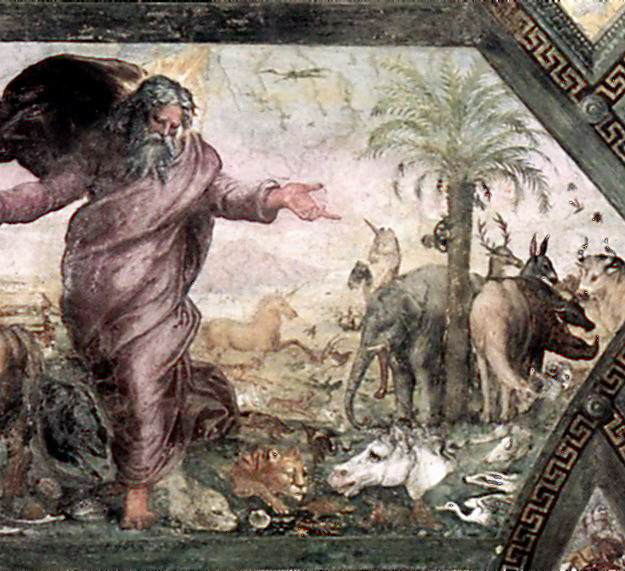
Hanno en de neushoorn in een fresco van Rafaël.

In de overleveringen, ook van tijdgenoten, wordt Hanno soms als een witte olifant beschreven. Aangenomen wordt dat voor deze speling der natuur in de 16e eeuw geen vergelijkingsmateriaal bestond, maar dat Hanno in ieder geval een lichte huidskleur had. Witte olifanten kregen in India en Ceylon gedurende hun leven een bijzondere behandeling. De bronnen over Hanno's herkomst maken duidelijk dat het om een jonge, getrainde olifant ging, wat de waarde van het geschenk verhoogde. Deze bronnen bevestigen echter niet dat het dier een bijzondere status had vanwege zijn huidskleur.
De verhalen die zich rond Hanno ontwikkelden hebben, samen met zijn vermelding in officiële bronnen, tekeningen en schilderijen, de herinnering aan hem levend gehouden. Sinds de jaren 80 bestaan er twee onderzoeken naar de olifant van de paus op basis van modern bronnenonderzoek: Stephan Oettermann, Die Schaulust am Elefanten. Eine Elephantographia Curiosa (1982, S. 104–109) en Silvio A. Bedini, Der Elefant des Papstes (1997/2006).
Bedini richtte zich in zijn onderzoek uitgebreid op de vraag waar het kadaver gebleven was. In 1962 waren bij graafwerkzaamheden in de bibliotheek van het Vaticaan botten en een grote tand gevonden, die men voor de versteende resten van een "Elephas antiquas" hield en in de verzameling van het Vaticaans museum onderbracht. Na een op verzoek van Bedini, na verkenning van de vindplaats en de achtergronden van de vondst, gedaan paleontologisch onderzoek in de jaren 90, kwam men tot de conclusie dat de botten en tand geen versteningen waren, maar de relikwieën van een jonge olifant. Twee versierde slagtanden, die tot dan toe onopgemerkt in de sala van het Archivo Capitolare van de Sint-Pietersbasiliek hadden gehangen, werden nu ook onderzocht; vastgesteld werd dat ze van een overleden dier afgenomen waren. Hieruit leidde men af dat de botten, de slagtanden en de grote tand de overblijfselen van Hanno zouden kunnen zijn.

## Literatuur

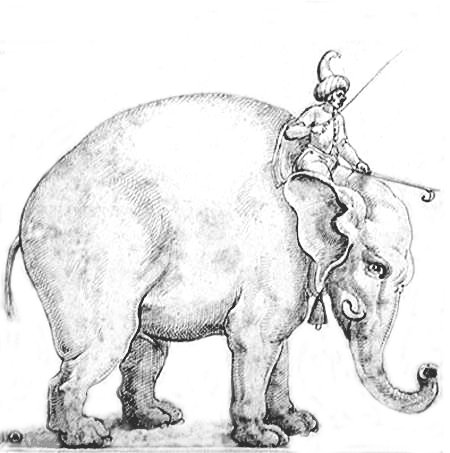
Hanno met een Mahout